# برج فرازان
بُرج فرازان: چهرهٔ جهان پیش از جنگ جهانی اول ۱۸۹۰ تا ۱۹۱۴ کتابی است اثر باربارا تاکمن. این کتاب تلاشی است برای واکاوی اجتماعیِ ریشه‌هایِ رخدادِ جنگ جهانی اول در قالبِ مرور زندگی و احوالات جوامعی که درگیر این رویداد بوده‌اند.

## ساختار و درون‌مایه کتاب
تاکمن در مقدمهٔ برج فرازان آورده: «موضوع این کتاب واپسین سال‌های عصری است که به علت پیری یا در اثر حادثه به آغوش مرگ نرفت، بلکه در بحرانی نهایی که خود از حقایق بزرگ تاریخ است، منفجر شد و از هم پاشید.»
او بر این عقیده است که جنگِ جهانی اول خاستگاهش جامعه‌ای در بطنِ یک عصرِ طلایی نبوده است و نیز می‌داند که مطرح کردنِ این پرسش که «چرا چنین شد؟» نه تنها به درکِ ما از گذشته کمکِ شایانی می‌کند، بلکه چراغ راه آینده است تا با یاریِ آن از رخدادهای مشابه دوری بجوئیم.

اعتقادِ او همچنین بر این است که برای ریشه‌یابیِ این واقعهٔ دهشتناک، که از سویی شالودهٔ نظام‌هایِ فکری و اخلاقی مردمان را در هم پیچید و از سویِ دیگر چهرهٔ جهانِ پس از آنرا به شدت دگرگون ساخت، می‌بایست در چهارچوبِ جامعه به جستجویِ آن پرداخت و ریشه‌هایِ این رخداد را از درونِ آن یافت. بدین خاطر او به سراغ بُرِشی بیست‌وپنج‌ساله، از ۱۸۹۰ تا ۱۹۱۴ (آغاز جنگ جهانی اول)، می‌رود و با تمرکز بر این بُرشِ زمانی و توجه به وقایعی که در این بُرهه در اروپا و جهان روی داده می‌کوشد به خواننده پاسخِ این پرسش را نشان دهد که چگونه این رخدادها دست به دست هم دادند تا چنین فاجعه ای رخ داد.
بنابرین از دیدگاهِ تاریخنگریِ تاکمن بیراهه نرفتیم اگر جهانِ مدرنِ امروز را نیز تا حدِ زیادی حاصلِ رخدادهای اینچنین در آن مقاطع خاص بدانیم.

برج فرازان در هشت فصل نوشته‌شده است:
- فصل اول: «آرمان و عمل»، در این فصل تاکمن به سراغ جنبشِ آنارشیست‌ها در خلال سال‌های ۱۸۹۰ تا ۱۹۱۴ رفته است.
- فصل دوم: در «بزرگانِ قوم»، به کشور انگلستان می‌رود که پایبندی به ارزش‌های سنتی گذشته و اشرافیتِ دیرینه را در آن روزگار نمایندگی می‌کرد.
- فصل سوم: در «پایان یک رؤیا»، تاکمن از آمریکا در حدفاصل سال‌های ۱۸۹۰ تا ۱۹۰۲ سخن به میان می‌آورد.
- فصل چهارم: «من طالب پیکارم!»، در این فصل فرانسه در حدفاصل سال‌های ۱۸۹۴ تا ۱۸۹۹ دستمایهٔ کار نویسنده قرار گرفته است.
- فصل پنجم: در «طبل پیوسته بانگ»، تاکمن به واپسین سال‌های قرن نوزدهم در لاهه می‌رود.
- فصل ششم: در «حال و هوای نرونیسم»، به آلمان در فاصله ۱۸۹۰ تا ۱۹۱۴ می‌پردازد.
- فصل هفتم: در فصل «انتقال قدرت»، تاکمن دوباره به انگلستان بازمی‌گردد، بزرگ‌ترین قدرت سنتی و استعمارگر تاریخ جهان که در آستانهٔ افول قرار دارد.
- فصل هشتم: در فصل پایانی «مرگ ژورس»، تاکمن به فعالیتِ سوسیالیست‌های اروپایی در سالهای ۱۸۹۰ تا ۱۹۱۴ می‌پردازد که در گوشه و کنار اروپا و به‌ویژه روسیه در حال سازمان‌دهی کردن هواداران خود هستند.[۳]

## به فارسی
ترجمه عزت‌الله فولادوند از این کتاب را ابتدا انتشاراتِ سخن در سال ۱۳۸۰ منتشر کرد که در همان سال برندهٔ عنوان کتاب ممتاز سال ۱۳۸۰ جمهوری اسلامی ایران شد. چاپ جدید این کتاب در سال ۱۳۹۲ به همتِ نشر ماهی صورت گرفته است.